# Fosse no 5 des mines d'Ostricourt
La fosse no 5 dite Henri Buchet de la Compagnie des mines d'Ostricourt est un ancien charbonnage du Bassin minier du Nord-Pas-de-Calais, situé à Libercourt. Les travaux du puits commencent en mai 1906, et la fosse commence à produire au 1er mars 1908. Détruite durant la Grande Guerre, elle est reconstruite avec des installations similaire. De vastes cités et des écoles sont construites autour de la fosse. La compagnie projette de concentrer la fosse no 5 sur la fosse no 2 en 1934, mais cette concentration n'est effective qu'en 1951.
La Compagnie des mines d'Ostricourt est nationalisée en 1946, et intègre le Groupe d'Oignies. Le puits no 5 assure l'aérage de la fosse no 2 jusqu'en 1968, date à laquelle il ferme, et est remblayé. Les installations sont détruites peu de temps après. Le terril no 112, 5 d'Oignies, est très vite exploité jusqu'à disparaître, puisque des camus bas ont été construits sur son emprise.
Très vite, l'entreprise Henri Loyez s'installe sur le carreau de fosse. Au début du XXIe siècle, Charbonnages de France matérialise la tête de puits no 5. Bien qu'une partie des cités minière a été détruite, l'essentiel a été conservé et rénové.

## La fosse

### Fonçage
La fosse no 5 est commencée en mai 1906 avec un diamètre de 4,10 mètres sur le territoire actuel de Libercourt (faisant partie à l'époque de la commune de Carvin), à 1 030 mètres au nord de la fosse no 3. Elle porte le nom d'Henri Buchet, administrateur de la Compagnie. La profondeur du puits est de 235,30 mètres, le terrain houiller est atteint à 150 mètres de profondeur. La compagnie commence en juin 1907 le fonçage de sa fosse no 6 à Ostricourt.

### Exploitation
L'extraction commence le 1er mars 1908. La fosse est détruite pendant la Première Guerre mondiale, mais elle est reconstruite de manière similaire. La compagnie prend la décision de concentrer la fosse no 5 sur la fosse no 2, sise à 1 700 mètres au sud-sud-ouest, dès 1934 mais la concentration n'est effective qu'en 1951.
La Compagnie des mines d'Ostricourt est nationalisée en 1946, et intègre le Groupe d'Oignies. Le puits no 5 sert alors de retour d'air à la fosse no 2 jusqu'en 1968. Profond de 363 mètres, le puits est remblayé la même année. Le chevalement est abattu un an plus tard.

### Reconversion
Dès la fermeture de la fosse, les installations sont détruites, et l'entreprise Henri Loyez, spécialisée dans la réparation de wagons, s'installe sur le carreau de cinq hectares.
Au début du XXIe siècle, Charbonnages de France matérialise la tête de puits. Le BRGM y effectue des inspections chaque année. De la fosse, il ne subsiste plus qu'une partie des murs d'enceinte.

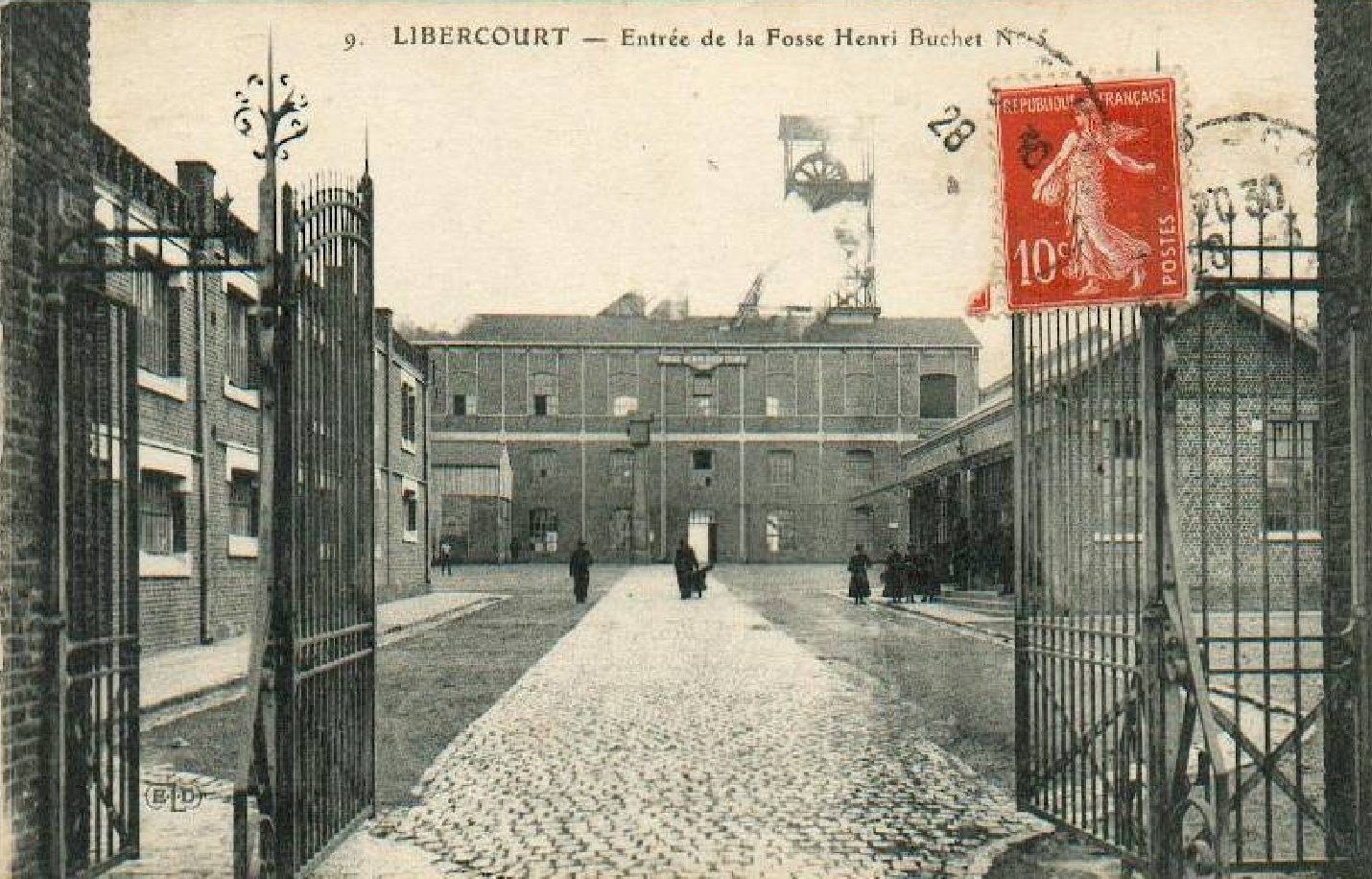
La fosse vue depuis son entrée.
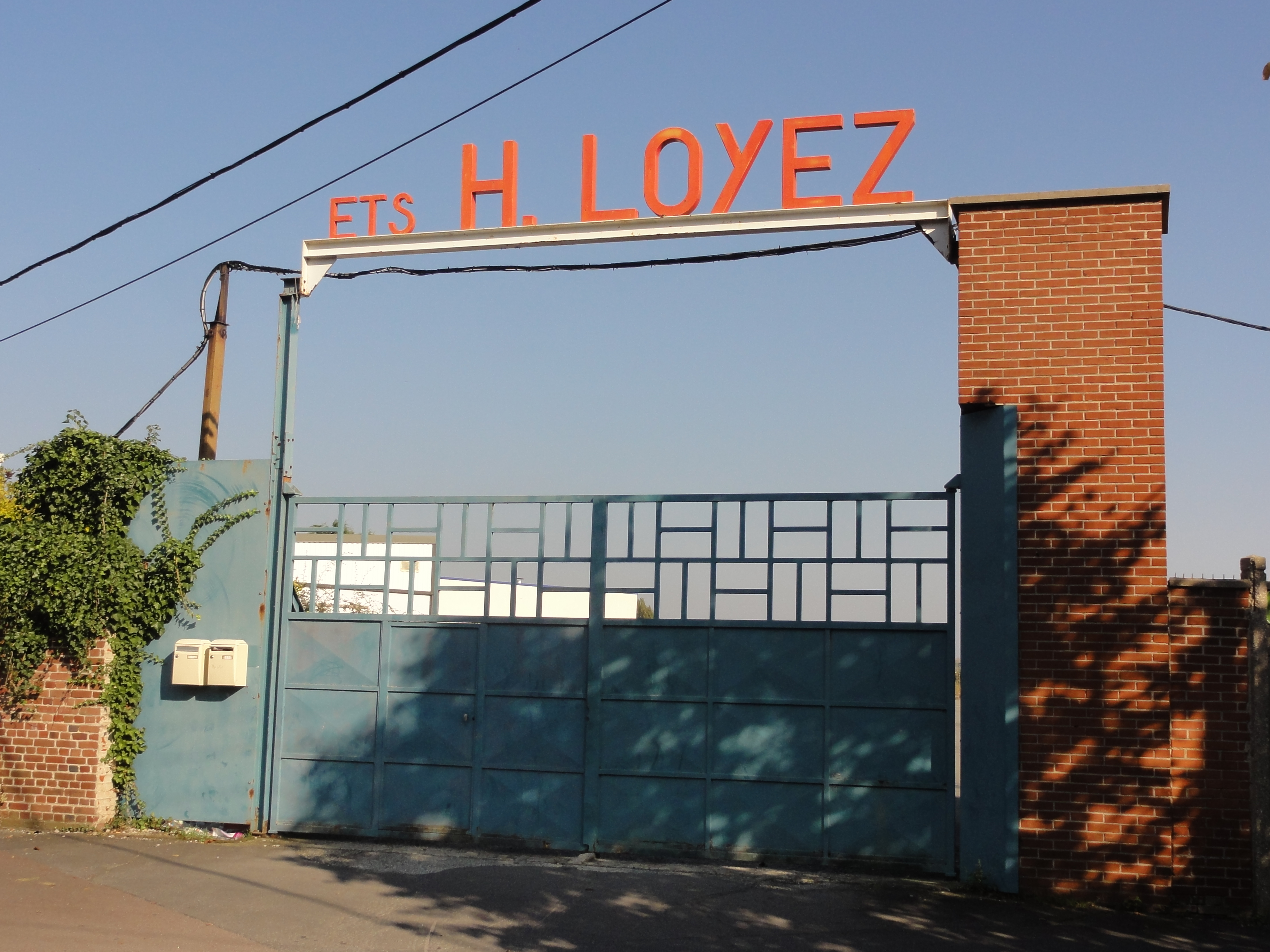
L'entrée de l'entreprise.
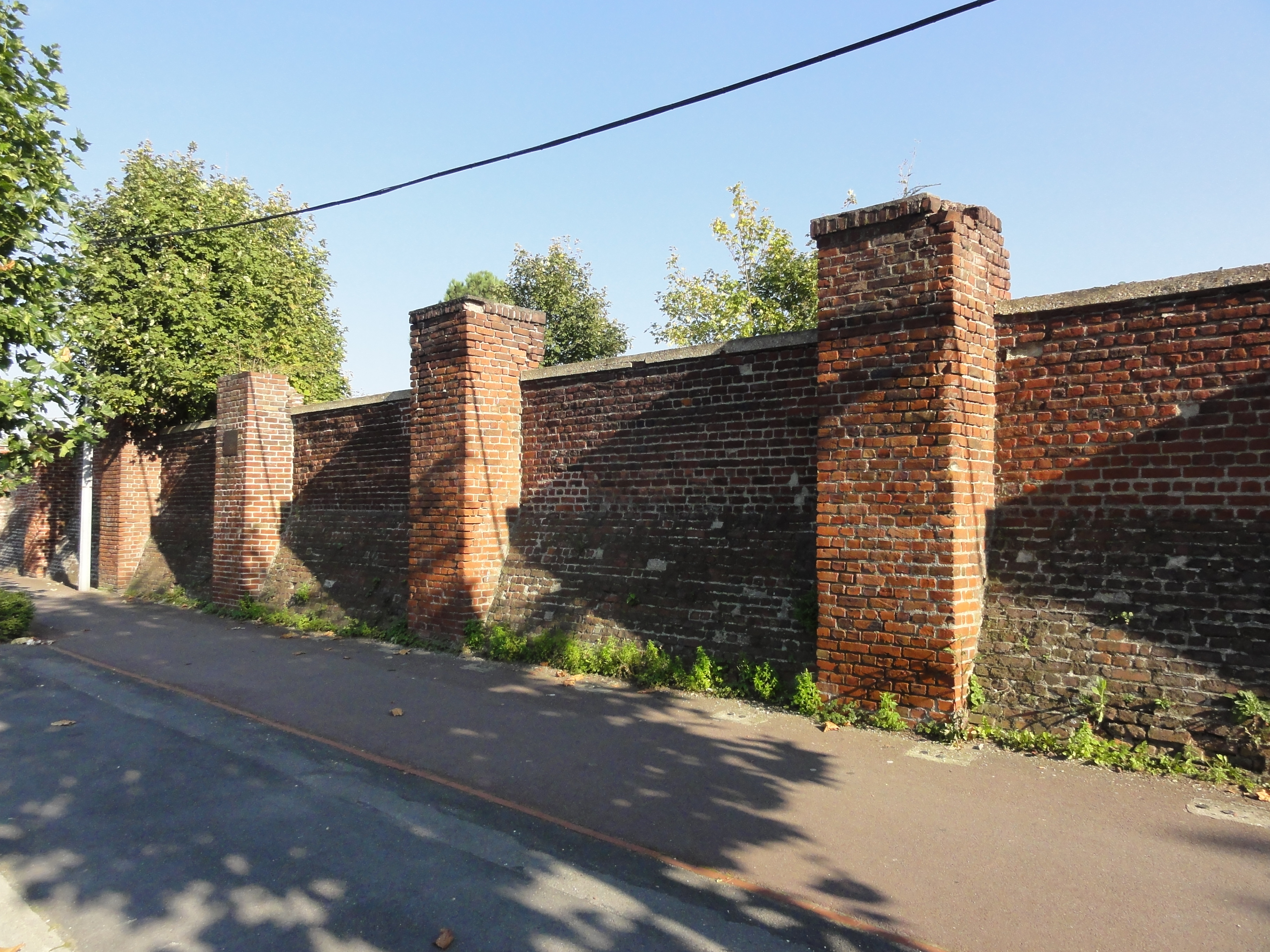
Les murs d'enceinte.
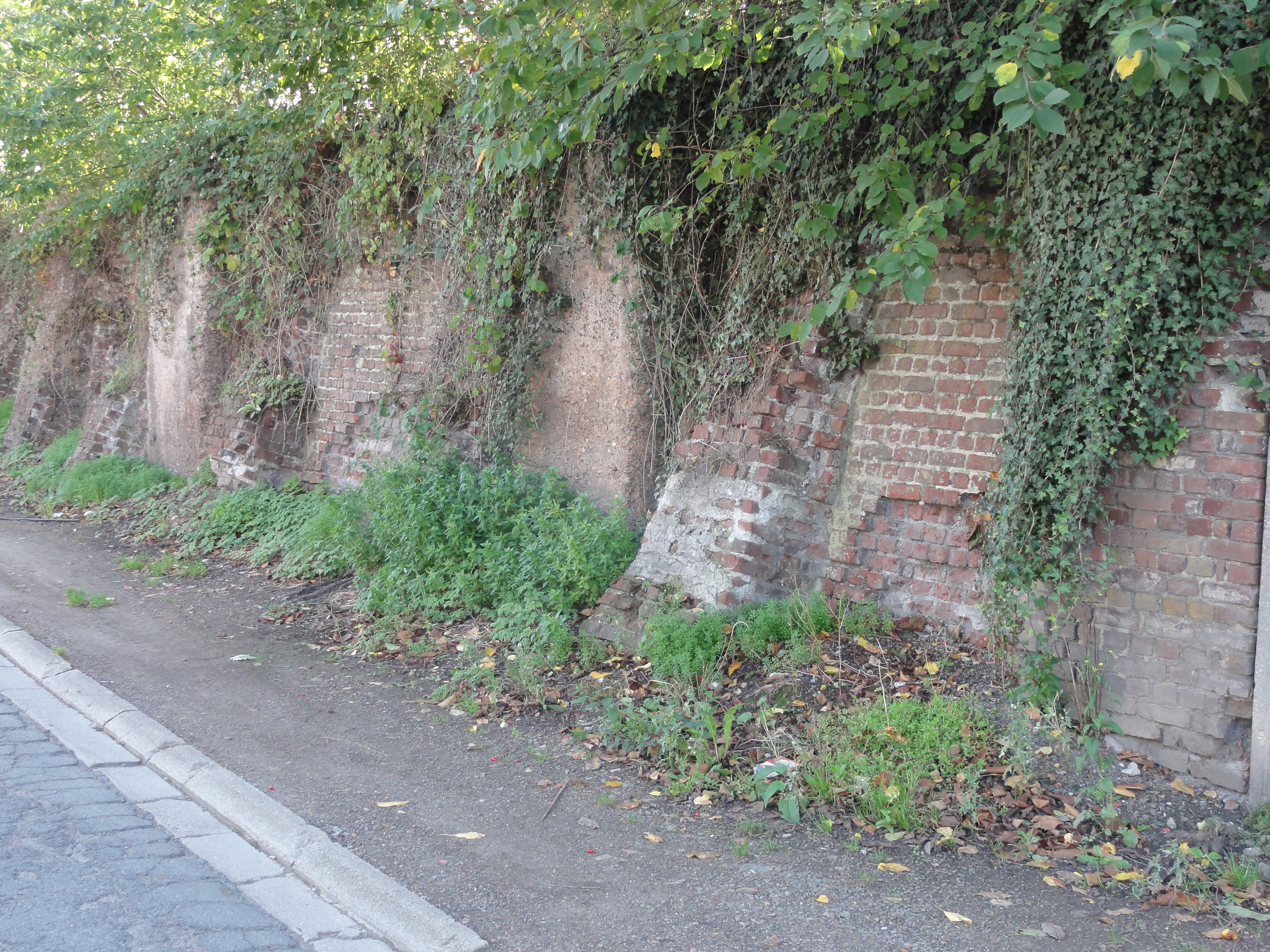
Les murs d'enceinte.

## Le terril
50° 29′ 15″ N, 3° 00′ 11″ E

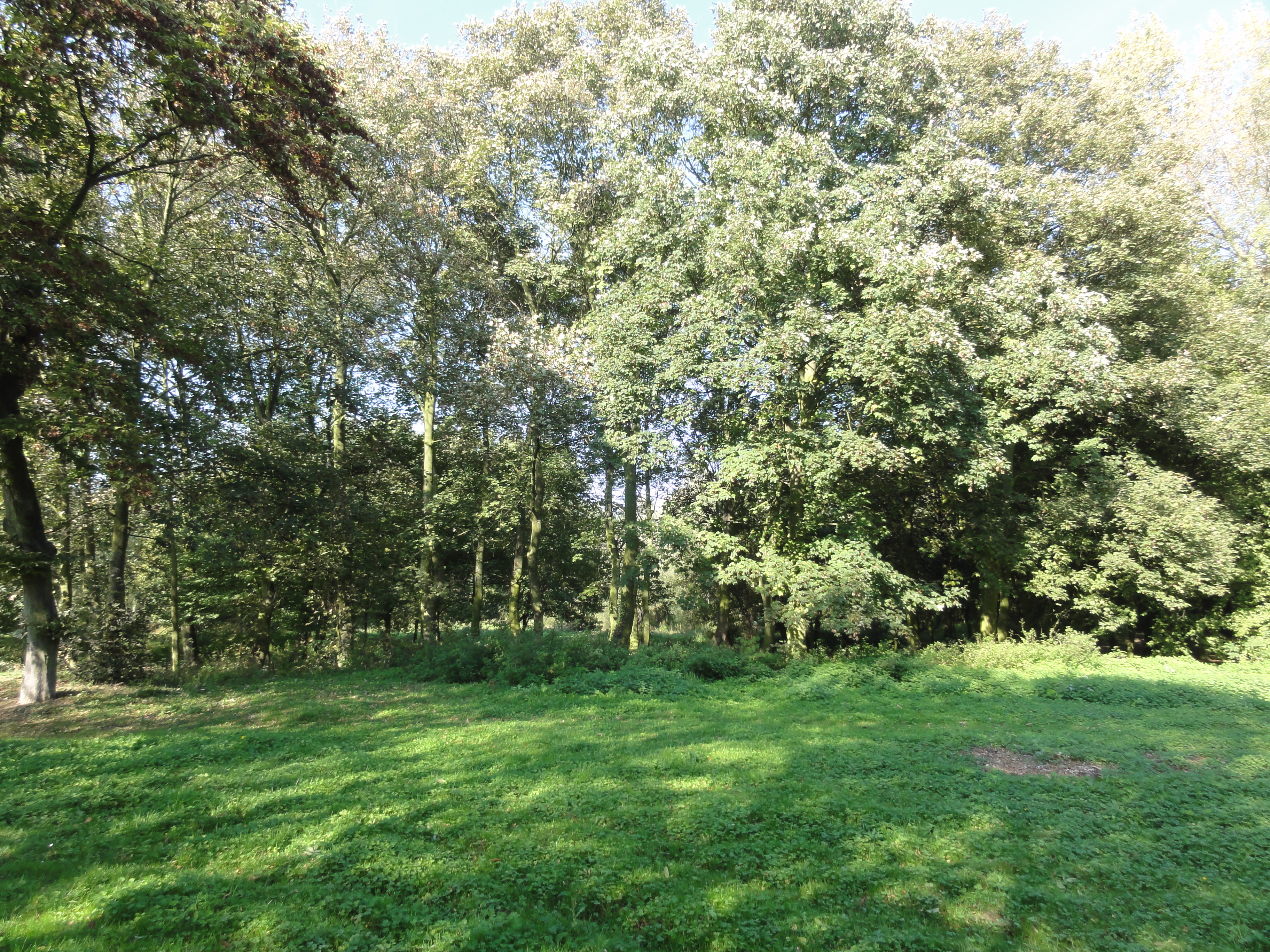
Le site du terril no 112, dans sa partie ouest.

Le terril no 112, 5 d'Oignies, disparu, situé à Libercourt, était le terril de la fosse no 5. Il a été intégralement exploité, et le secteur a été urbanisé. Sa hauteur était de 38 mètres,.

## Les cités
De vastes cités ont été construites autour de la fosse. Quelques rues ont été détruites.

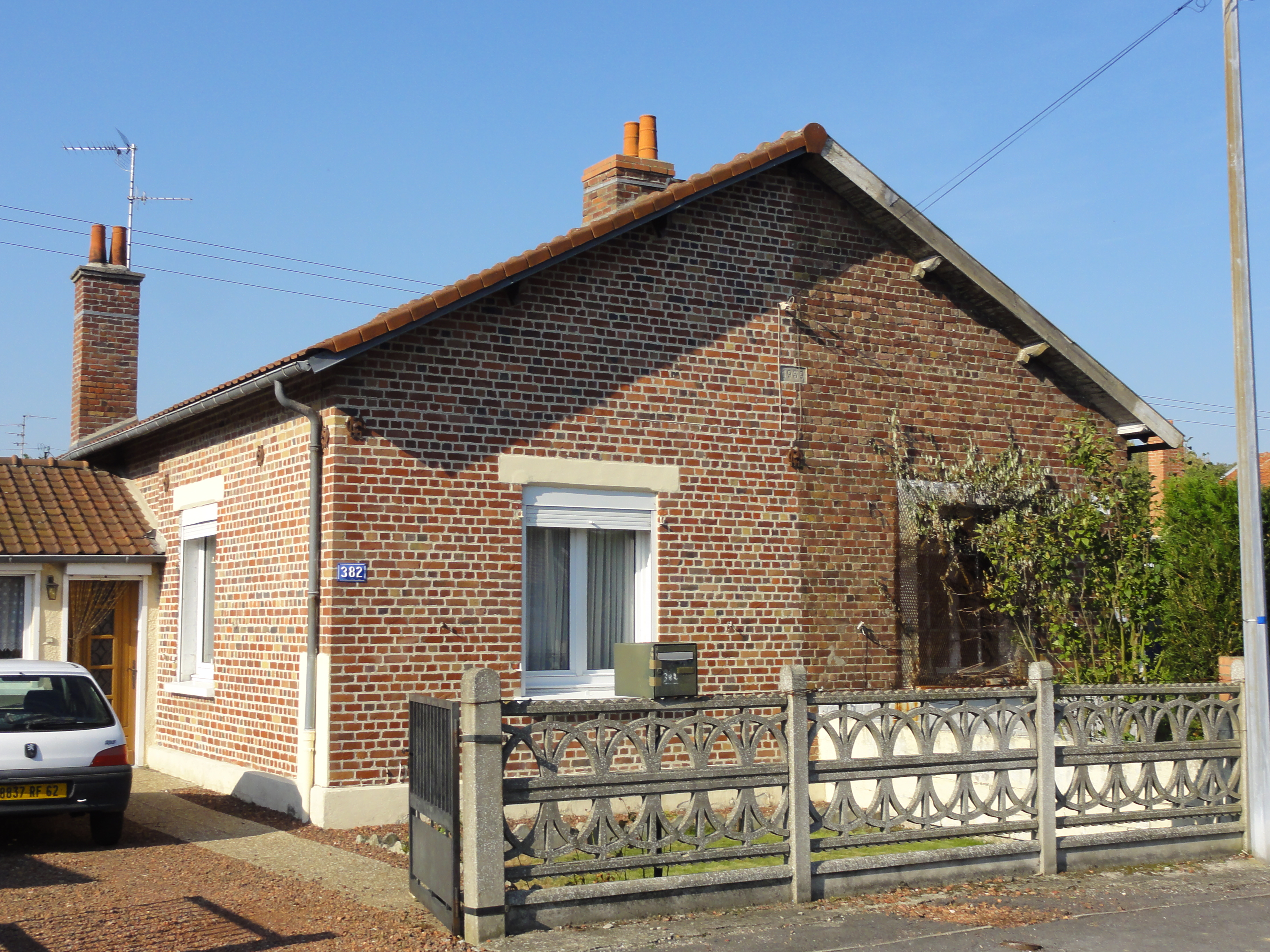
Habitations groupées par deux.
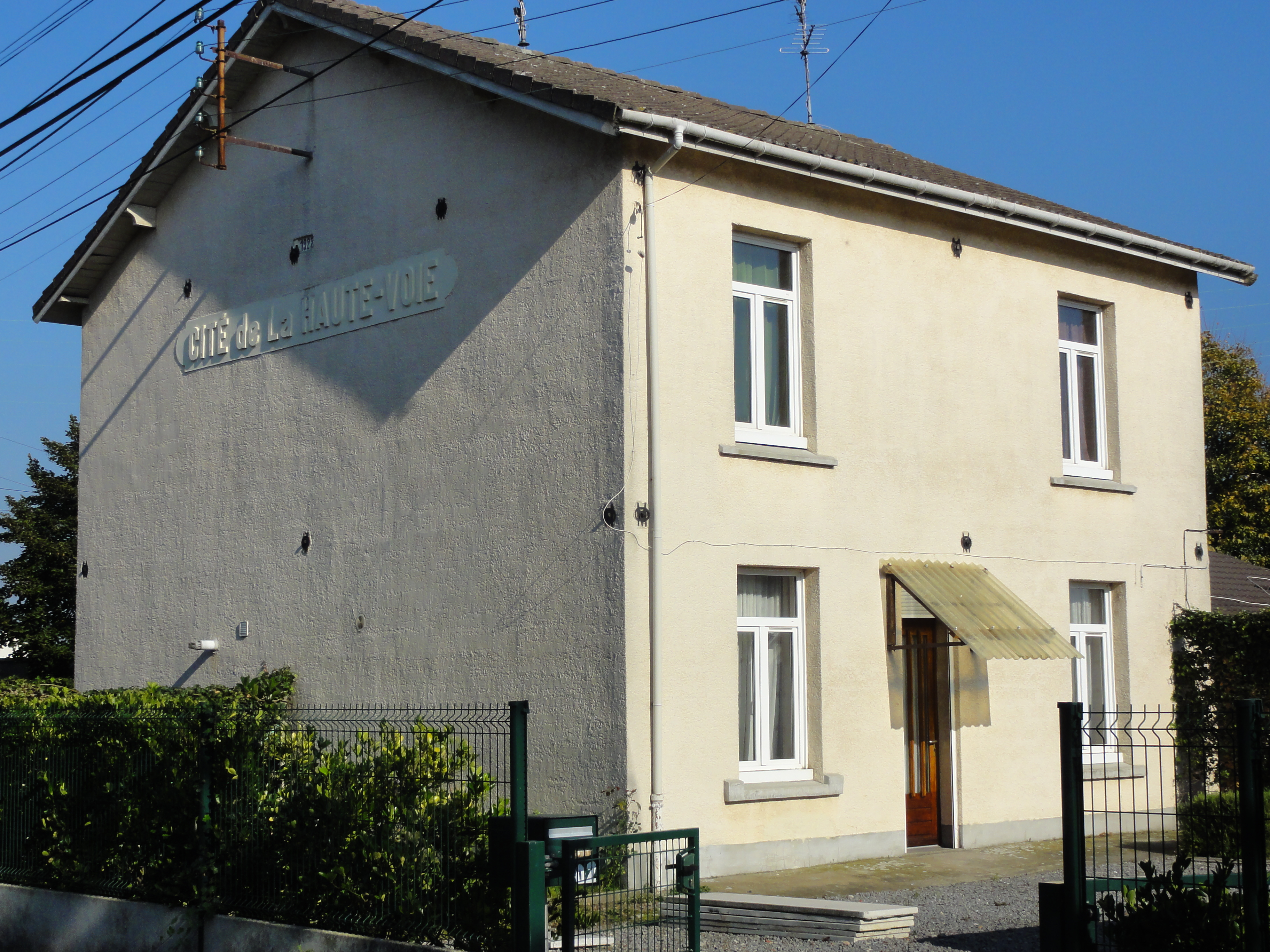
Habitations groupées par deux à l'entrée de la cité de la Haute-Voie.
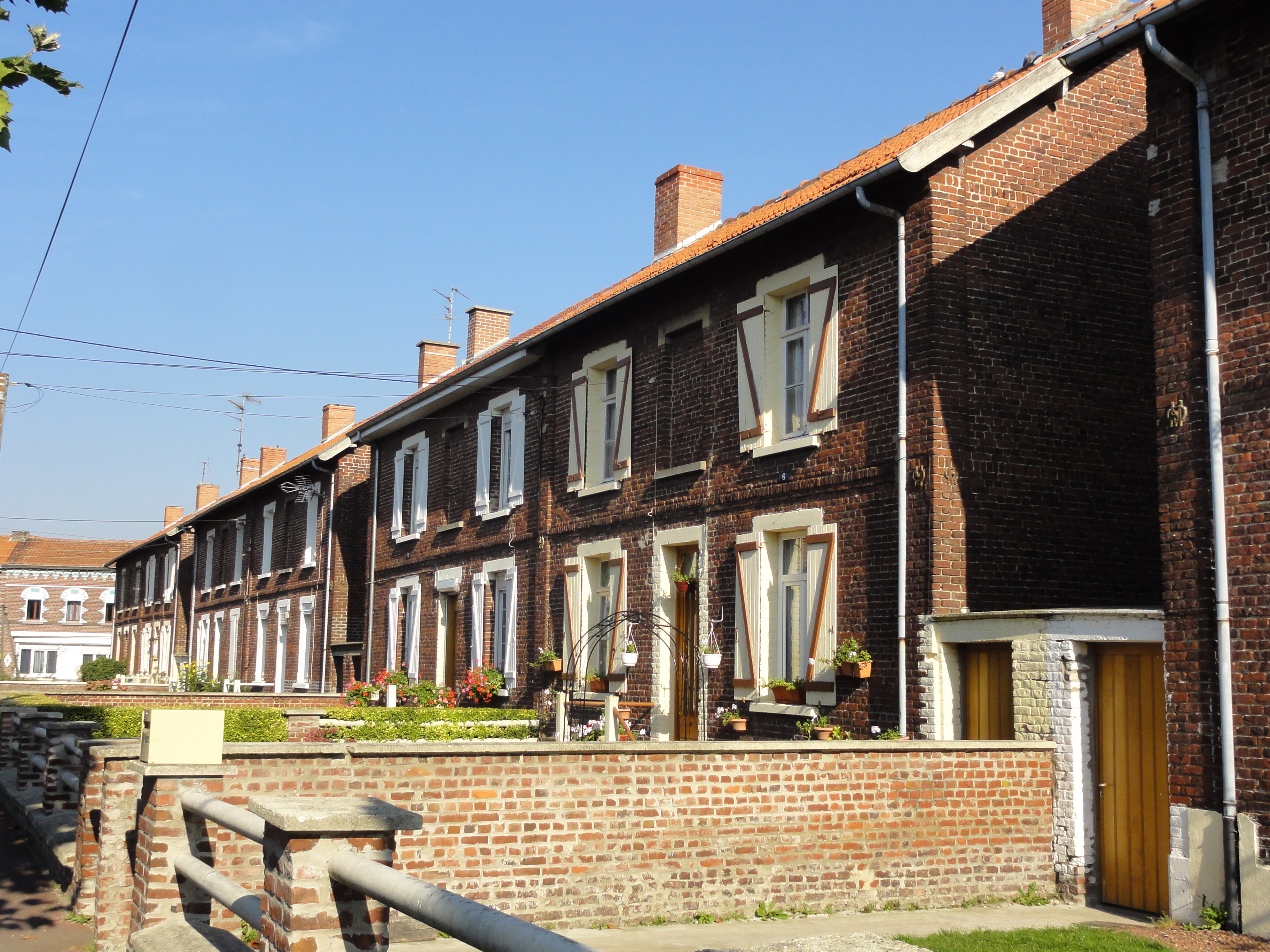
Habitations groupées par deux.
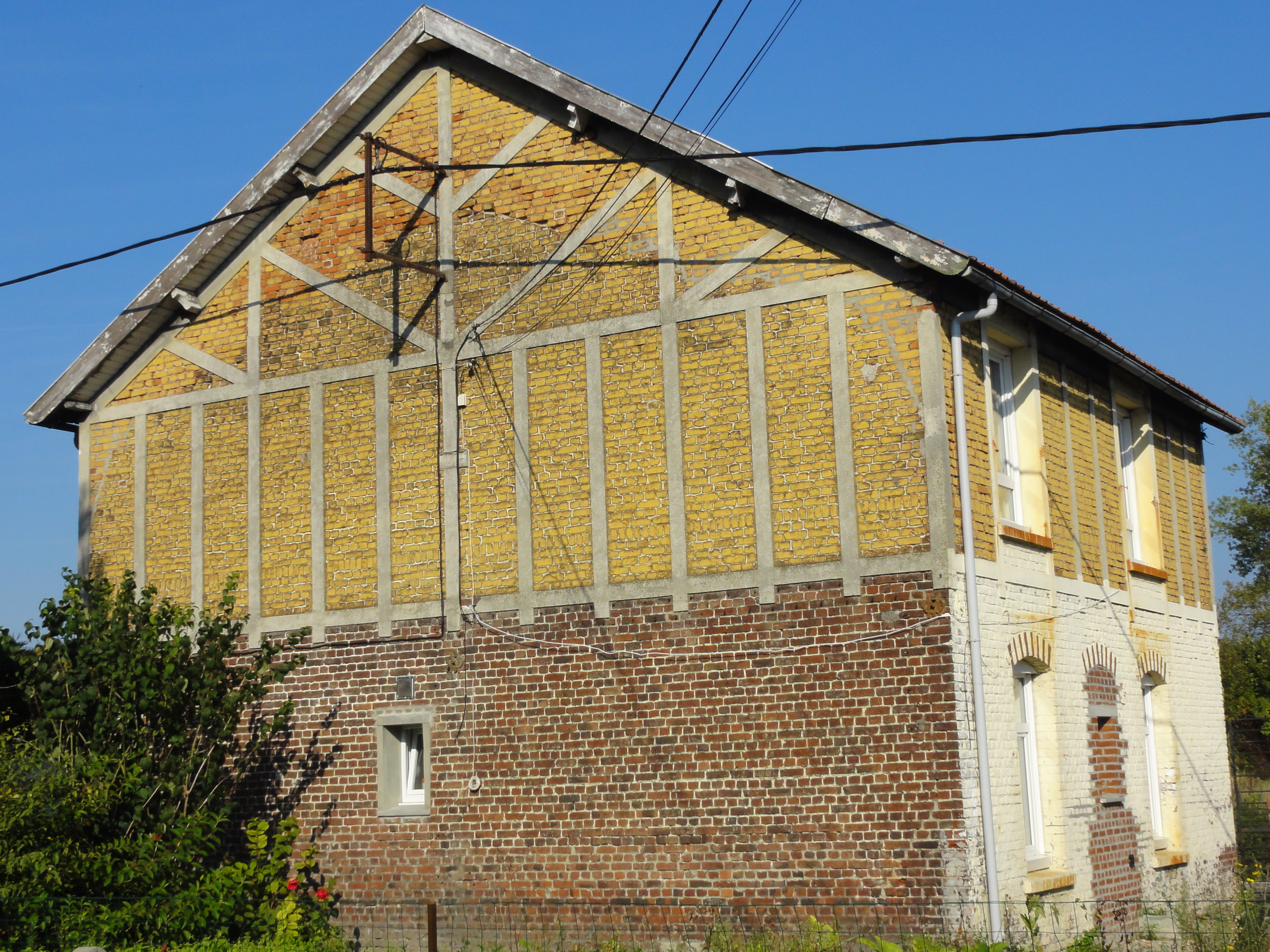
Habitations avec colombages.
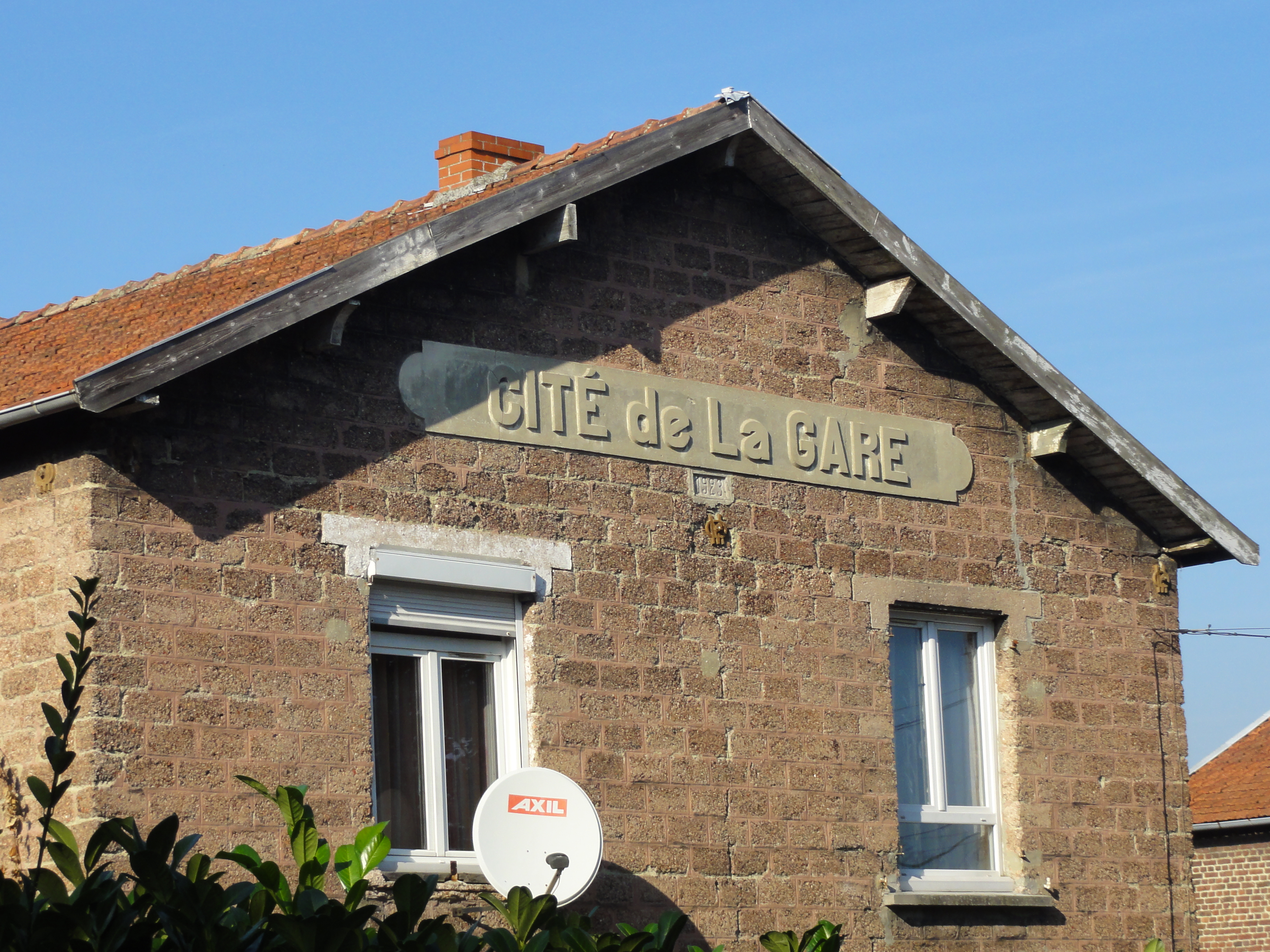
Habitations construites en parpaing en 1923 à l'entrée de la cité de la Gare.
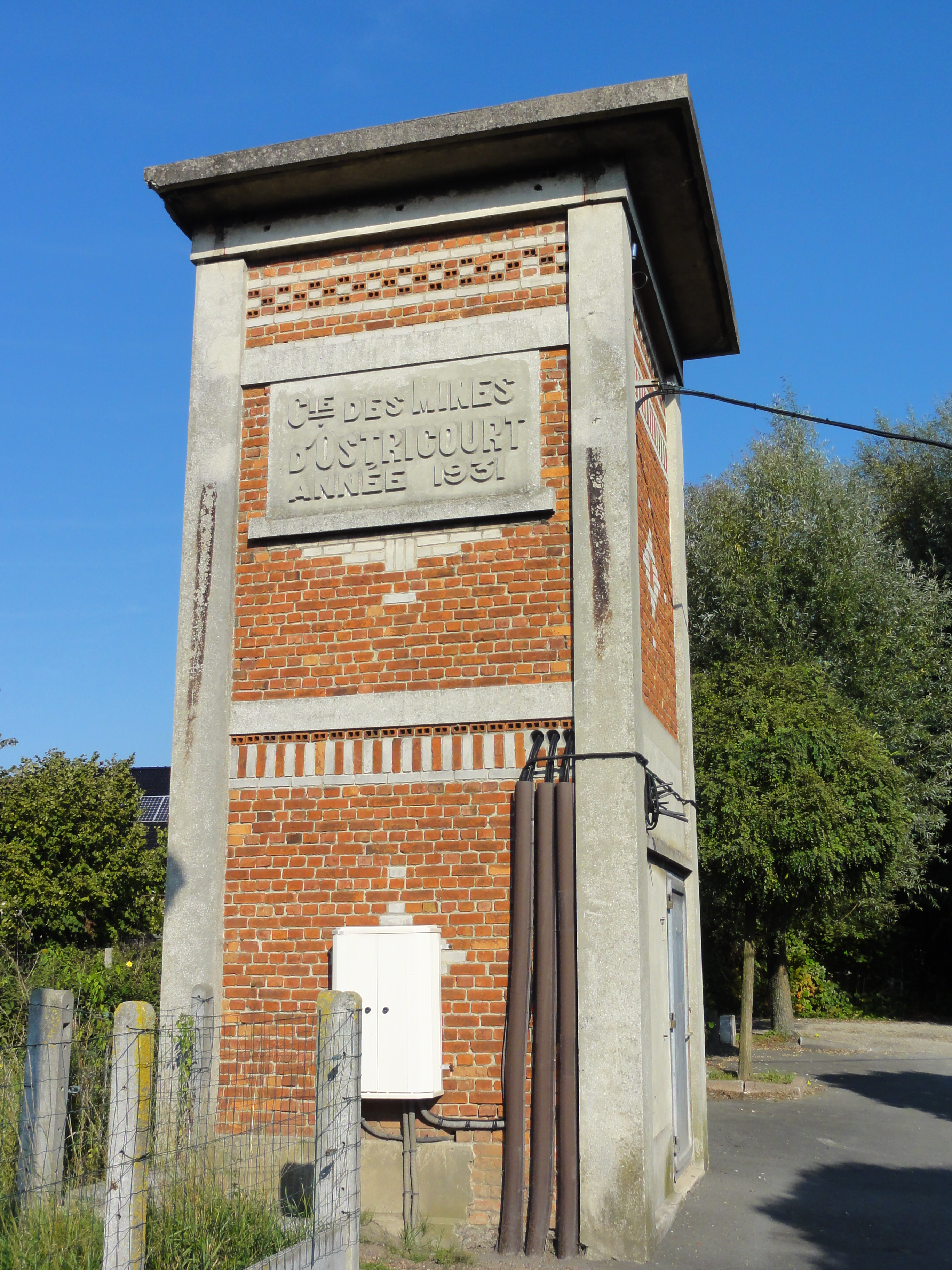
Un transformateur construit par la compagnie en 1931.

### Les écoles

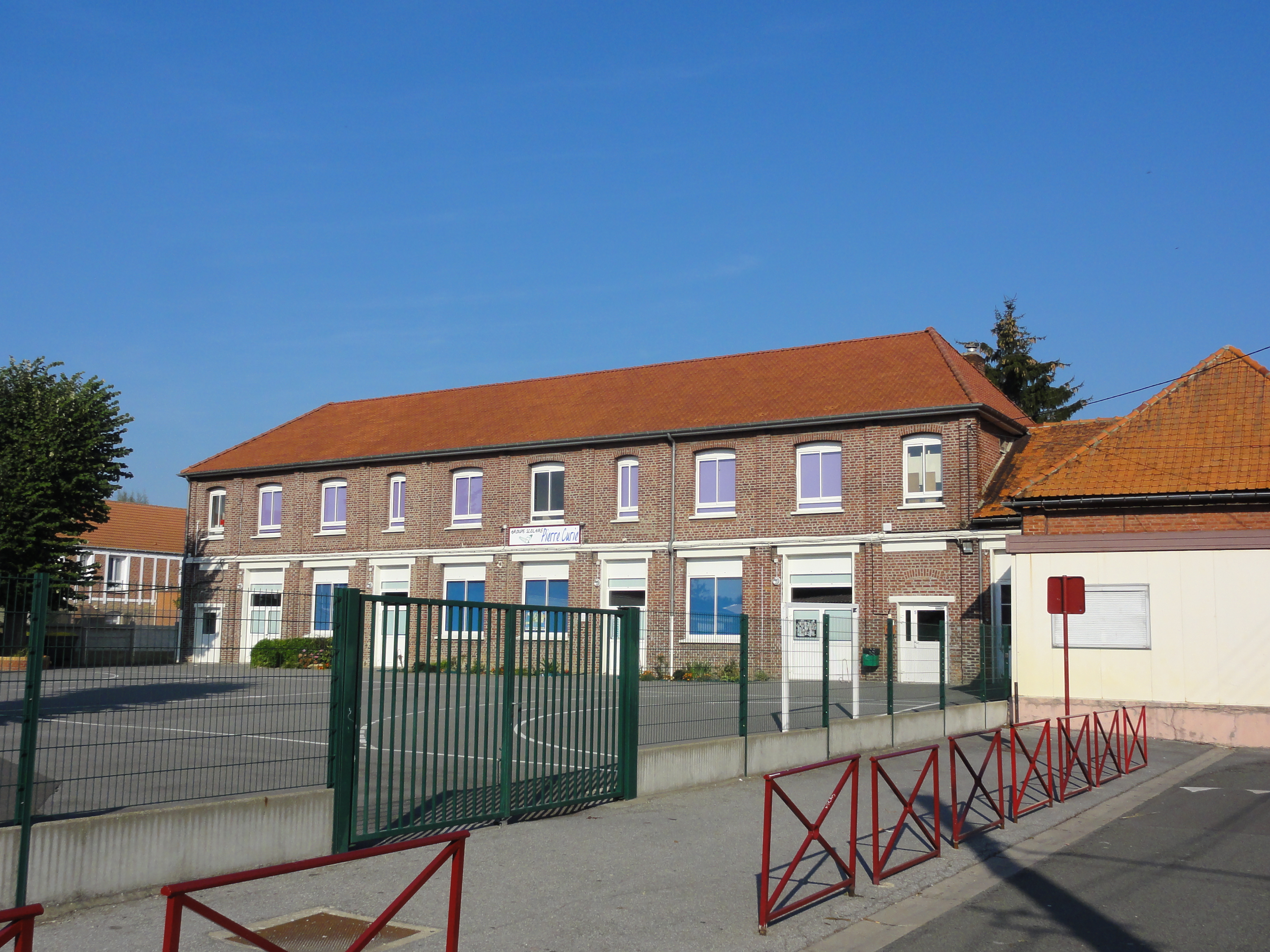
Les écoles.

50° 29′ 02″ N, 3° 00′ 23″ E
Des écoles ont été construites dans les cités.